# Olli Mäki (film)
Pour plus de détails, voir Fiche technique et Distribution.
Olli Mäki (Hymyilevä mies) est un film finlandais en noir et blanc écrit et réalisé par Juho Kuosmanen et sorti en 2016.
Il est présenté au Festival de Cannes 2016 en section Un certain regard où il remporte Prix Un certain regard.

## Synopsis
Le film raconte l'histoire véridique d'Olli Mäki, premier Finlandais à boxer dans un championnat du monde. En 1962, au stade olympique d'Helsinki, il a perdu le combat par KO à la deuxième manche devant un stade olympique plein. Mäki a déclaré que ce jour a quand même été le plus beau de sa vie.

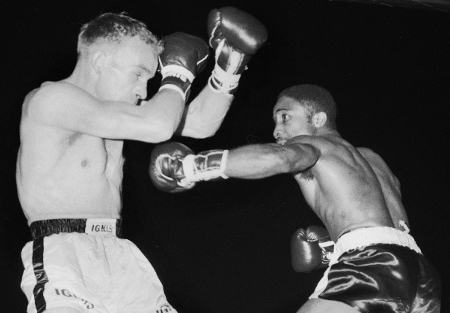
Olli Mäki (à gauche) opposé à Davey Moore le 17 août 1962 au stade olympique d'Helsinki.

## Fiche technique
- Titre : Olli Mäki
- Titre original : Hymyilevä mies
- Réalisation : Juho Kuosmanen
- Scénario : Mikko Myllylahti
- Pays d'origine :  Finlande
- Format : noir et blanc - 35 mm - 1,85:1
- Genre : biographie, drame, romance
- Durée : 92 minutes
- Dates de sortie :
  - France : 19 mai 2016 (Festival de Cannes 2016), 19 octobre 2016 (sortie nationale)
  - Finlande : 2 septembre 2016

## Distribution
- Jarkko Lahti (fi) : Olli Mäki
- Oona Airola : Raija Mäki
- Eero Milonoff (en) : Eelis Ask
- John Bosco Jr. : Davey Moore

## Accueil

### Accueil critique
L'accueil critique est positif : le site Allociné recense une moyenne des critiques presse de 3,5/5 et des critiques spectateurs à 3,6/5.
Pour Serge Kaganski des Inrockuptibles, Olli Mäki est « un film vraiment charmant [...] non pas un énième film sur la boxe, mais une réflexion sur la destinée, les choix de vie, la tension entre un individu et la société dans laquelle il vit. Loin d'être figé dans le chromo, son film est aussi vif que mélancolique, mis en chair par des acteurs superbes, en phase avec le sujet. [...] Olli Mäki est un anti-Rocky ou un anti-Raging Bull mais c’est surtout un très joli film. ».

## Distinctions

### Récompenses
- Festival de Cannes 2016 : Prix Un certain regard
- Festival international du film de fiction historique de Narbonne 2016 : Mention spéciale pour la réalisation
- Jussi du meilleur film